# El Documental del Mes
El Documental del Mes és una iniciativa del Festival Internacional de Cinema Documental de Barcelona. Cada mes s'estrena una pel·lícula documental internacional de qualitat, de temàtica i procedència diversa, que s'exhibeix a les sales que s'han anat adherint a la proposta a Catalunya, la resta de l'Estat espanyol, Xile Colòmbia i El Salvador.
La iniciativa, nascuda l'any 2004 en el marc del projecte europeu CinemaNet Europa, va idear-se com a prolongació d'aquest festival al llarg de tot l'any i arreu del territori. L'objectiu del Documental del Mes és acostar el gènere documental al màxim nombre d'espectadors possible i incrementar la presència del documental a les pantalles cinematogràfiques. Els documentals que s'exiheixen dins d'aquesta programació són inèdits, normalment han obtingut premis en els millors festivals especialitzats, solen tractar temes socials i d'actualitat. Es projecten en versió original subtitulada en català a Catalunya, País Valencià i Illes Balears, i en versió original subtitulada en castellà a la resta de l'Estat i Xile.
Des de l'any 2007, aquest projecte a Espanya és responsabilitat exclusiva de l'empresa Parallel 40, una companyia de producció i gestió audiovisual amb seu a Barcelona, que és membre de l'Associació de Productors de Documentals (PRO-DOCS) i de l'European Documentary Network (EDN). Un comitè de selecció d'aquesta companyia és qui realitza la selecció de documentals per a la programació dels dotze mesos.
El Documental del Mes es pot veure a cinemes, museus, auditoris i centres cívics amb un preu del passi depenent de la sala exhibidora, i en alguns casos és gratuït.